# Schwoben
Schwoben es una comuna francesa situada en la circunscripción administrativa de Alto Rin y, desde el 1 de enero de 2021, en el territorio de la Colectividad Europea de Alsacia, en la región de Gran Este.

## Demografía
| 113 | 119 | 123 | 122 | 167 | 255 | 226 |
| Para los censos de 1962 a 1999 la población legal corresponde a la población sin duplicidades (Fuente: INSEE [Consultar]) |     |     |     |     |     |     |